# Beato (Lisboa)
Beato es una freguesia portuguesa del municipio de Lisboa, con 1,41 km² de área y 14 241 habitantes (2001). Densidad: 10 121,5 h/km².

## Demografía
| Gráfica de evolución demográfica de Beato entre 2011 y 2021 |
|                                                             |
| Datos según el nomenclátor publicado por el INE portugués.  |

## Patrimonio
- Igreja da Madre de Deus
- Convento do Beato António
- Palácio de Xabregas
- Igreja